# Генк Пеллікан
Гендрикус Адріаан "Генк" Пеллікан (нід. Hendricus Adriaan "Henk" Pellikaan, 10 листопада 1910, Леердам — 24 липня 1999, Тілбург) — нідерландський футболіст, що грав на позиції півзахисника за клуб «Лонга Тілбург», а також національну збірну Нідерландів.

## Клубна кар'єра
У футболі відомий виступами у команді «Лонга Тілбург», кольори якої і захищав протягом усієї своєї кар'єри гравця. 

## Виступи за збірну
1932 року дебютував в офіційних матчах у складі національної збірної Нідерландів. Протягом кар'єри у національній команді, яка тривала 15 років, провів у її формі 13 матчів.
У складі збірної був учасником чемпіонату світу 1934 року в Італії, де Нідерланди програли в стартовому матчі швейцарцям (2-3).
Помер 24 липня 1999 року на 89-му році життя у місті Тілбург.

## Після кар'єри
Працював з 1928 року як бухгалтеру будівельній компанії Gebrs. Struijcken. До Другої світової війни заснував власну будівельну компанію, став мільйонером. Його компанія також мала філію в Німеччині і була дискредитована в кінці 1950-х років через кілька обвалів.
Він також був гідним аматорським тенісистом і з 1953 по 1957 рік був членом виборчого комітету нідерландської національної команди разом з Гаррі Денісом. У подальшому був головою Асоціації хокею Тілбурга. Льодова ковзанка «Пеллікангал», відкрита у Тілбурзі в 1969 році, була названа на його честь.